# Christopher Hitchens
Christopher Eric Hitchens (Portsmouth, 13 de abril de 1949-Houston, 15 de diciembre de 2011) fue un filósofo, escritor, periodista, y polemista inglés, que residió en Estados Unidos. Contribuyó en publicaciones como  New Statesman, The Nation, The Atlantic, London Review of Books, The Times Literary Supplement, Slate y Vanity Fair. Era conocido por muchos por su estilo de argumento ingenioso y directo. Hitchens fue el autor, coautor, editor o coeditor de más de treinta libros, entre ellos cinco colecciones de ensayos, en una gama de temas, incluyendo la política, la literatura y la religión. También fue conocido por sus críticas hacia la historia oculta de varias figuras públicas o populares como la Madre Teresa, Bill Clinton, Henry Kissinger, y la princesa Diana.
Fue un notable crítico de la religión y antiteísta. Según Hitchens, el concepto de un dios o un ser supremo es una creencia totalitaria que destruye la libertad individual; la libre expresión y el descubrimiento científico deben sustituir a la religión como un medio de enseñanza de la ética y la definición de la civilización humana. Hitchens fue autor de Dios no es bueno (God Is Not Great: How Religion Poisons Everything), incluido en la lista de libros mejor vendidos del New York Times.

## Biografía

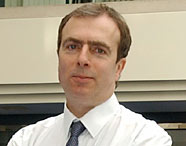
Su hermano Peter en diciembre de 2006

Era hermano de Peter Hitchens, también periodista pero de marcada ideología conservadora. Christopher se licenció en Filosofía, Ciencias Políticas y Economía en el Balliol College de Oxford. Tras escribir durante 20 años en el semanario estadounidense The Nation, oponiéndose a las administraciones de los presidentes Ronald Reagan y Bush padre, así como a la primera guerra del Golfo. Se despidió en 2003 por diferencias de opinión con la dirección de la revista.
Con relación a su libro The Trial of Henry Kissinger (Juicio a Kissinger), el diario británico The Guardian escribió: «En su nuevo y explosivo libro, Christopher Hitchens explica por qué el ex secretario de Estado Henry Kissinger —venerado como un jefe de estado, invitado y admirado por los grandes de este mundo— debe ser procesado por crímenes contra la humanidad».
Christopher Hitchens fue militante anti-apartheid, se opuso a la guerra de Vietnam y se mostró contrario al aborto durante varias décadas del siglo XX pero favorable a la píldora anticonceptiva RU 486, aunque en años recientes su postura fue favorable al aborto por considerarlo como un derecho inalienable de los individuos y como una forma de controlar la natalidad. También apoyaba la legalización de las drogas y la eutanasia. En sus libros y conferencias de los últimos años se centró en la inexistencia de Dios, y también escribió sobre arte, política y literatura.
Residió en Washington (EE. UU) desde 1981, país en donde posteriormente se nacionalizó. Hitchens murió el 15 de diciembre de 2011 por complicaciones derivadas de su cáncer de esófago, una enfermedad que reconoció era más que probable debido a su predilección de toda la vida por fumar y beber en exceso.
Hitchens debatió sobre Dios y el ateísmo con diversos autores como Larry Taunton, David Berlinski, John Lennox, William Lane Craig o Dinesh D'Souza.

## Ideología
Hitchens se convirtió en un socialista «en gran medida [como] el resultado de un estudio de la historia, tomando partido en las batallas sobre el industrialismo, la guerra y el imperio». En 2001, le dijo a Rhys Southan de la revista Razón que él ya no podía verazmente llamarse a sí mismo un socialista. Los socialistas, según él, habían dejado de ofrecer una alternativa positiva al sistema capitalista. El capitalismo se había convertido en el sistema económico más revolucionario, y dio la bienvenida a la globalización como «innovadora e internacionalista», pero agregó: «No creo que las contradicciones, como solíamos decir, del sistema, están por cualquier medio resueltas».
A menudo habló en contra de las religiones abrahámicas. Cuando los lectores de The Independent (Londres) le preguntaron qué consideraba el "eje del mal", Hitchens respondió: "El cristianismo, el judaísmo y el islam, los tres principales monoteísmos".
Hitchens era un admirador del Che Guevara, pero se distanció de su figura en un ensayo de 1997 donde se refirió a los mitos que rodean a Guevara como un «secta». En 2004 retomó su visión positiva del Che, al comentar: «La muerte del Che significó mucho para mí y un sinnúmero como yo en ese momento; era un modelo a seguir, aunque sea un imposible para nosotros los burgueses románticos en la medida en que él fue e hizo lo que los revolucionarios estaban destinados a hacer: luchó y murió por sus creencias».

## Obras literarias
- — (1984). Revised editions as Hostage to History: Cyprus from the Ottomans to Kissinger. Cyprus.

- — (1987 (UK) / 1988 (US)). Imperial Spoils: The Curious Case of the Elgin Marbles. Chatto and Windus (UK), Hill and Wang (US). ISBN 978-0-8090-4189-3.

- Christopher Hitchens, Edward W. Said (1988). Blaming the Victims: Spurious Scholarship and the Palestinian Question. Verso Books. ISBN 0860918874.

- — (2002). El Juicio a Henry Kissinger. Anagrama. ISBN 978-84-339-2549-7.

- — (2003). Cartas a un joven disidente. Anagrama. ISBN 978-84-339-2560-2.

- — (2008). Dios no es bueno. Debate (Random House Mondadori, SA). ISBN 978-84-8306-765-9.

- — (2009). Dios no existe. Debate (Random House Mondadori, SA). ISBN 978-958-639-644-8.

- — (2010). Amor, pobreza y guerra. Debate. ISBN 978-84-8306-851-9.

- — (2010). Hitch-22: A Memoir. Atlantic Books. ISBN 978-0-446-54033-9.

- — (2011). Arguably. Grand Central Publishing. ISBN 978-1455502776.

- — (2012). Mortalidad. Debate. ISBN 978-8499922188.

- — (2016). Los derechos del hombre de Thomas Paine. Debate. ISBN 978-8483067918.

- — (2016). Por qué es importante Orwell. Página Indómita. ISBN 978-84-944816-0-4.